# Вроцлав-Поповице
Вроцлав-Поповице (пол. Wrocław Popowice) — пассажирская и грузовая железнодорожная станция в городе Вроцлав, в Нижнесилезском воеводстве Польши. Имеет 1 платформу и 2 пути.
Станция была построена на железнодорожной линии Познань-Главный — Вроцлав-Главный в 1856 году, когда эта территория была в составе Королевства Пруссия.
В мае 2015 года был проведен ремонт станции, связанный с реконструкцией виадука над ул. Старогробловой и модернизацией железной дороги. Была удлинена платформа, построены павильоны и освещение. Был построен лифт для людей с ограниченными возможностями. (пол.)